# Zelandotipula flavicornis
Zelandotipula flavicornis là một loài ruồi trong họ Tipulidae. Chúng phân bố ở vùng Tân nhiệt đới.